# Công viên Gioan Phaolô II ở Lublin
Công viên Gioan Phaolô II ở Lublin (tiếng Ba Lan: Park Jana Pawła II w Lublinie) là một công viên xanh mát và rộng lớn nằm ở một thung lũng đẹp như tranh vẽ tại khu dân cư Czuby, Lublin, Ba Lan. Tổng diện tích khoảng 22 ha. Công viên được hình thành trong giai đoạn 2007–2011. Đây là một trong những địa danh lý tưởng đối với cư dân cũng như du khách yêu thích đi bộ, chạy, thể thao và gặp gỡ bạn bè.

## Lịch sử
Công viên bắt đầu được xây dựng từ năm 2007 nhân dịp kỷ niệm 25 năm Giáo hoàng Gioan Phaolô II nhậm chức. Tên gọi chính thức được Hội đồng thành phố đặt là Công viên Gioan Phaolô II vào năm 2011.
Năm 2014, công viên giúp thành phố Lublin mang về giải thưởng ở cuộc thi thiết kế công viên "Thành phố xanh hướng tới tương lai!". Cuộc thi do Bộ Môi trường (Ba Lan) tổ chức, dưới sự bảo trợ của Liên minh Châu Âu.

## Khám phá
Công viên nổi tiếng với địa hình tự nhiên được giữ gìn tốt. Các con đường và thung lũng không bị thay đổi nhiều trong quá trình xây dựng công viên. Công viên cũng có các cơ sở vật chất như: đường dành cho xe đạp, tường leo núi, sân tập thể dục, sân chơi dành cho trẻ em và sân quần vợt.